# Santa Luzia (José Bonifácio)
Santa Luzia é um bairro rural (área urbana isolada) do município brasileiro de José Bonifácio, que integra a Região Metropolitana de São José do Rio Preto, no interior do estado de São Paulo.

## História

### Formação administrativa
- Decreto nº 46.859 de 06/10/1966 - Dispõe sobre a criação da 2.ª Subdelegacia de Polícia - Santa Luzia - no distrito e município de José Bonifácio[3].
- Através da Lei nº 2661 de 05/06/1996 foi proposto a criação do distrito de Santa Luzia, mas sem efeito[4].

## Geografia

### Demografia

#### População urbana
| Crescimento população urbana | Crescimento população urbana | Crescimento população urbana | Crescimento população urbana |
| Censo                        | Pop.                         |                              | %±                           |
| ---------------------------- | ---------------------------- | ---------------------------- | ---------------------------- |
| 1991                         | 571                          |                              | —                            |
| 2000                         | 721                          |                              | 26,3%                        |
| 2010                         | 794                          |                              | 10,1%                        |
| 2022                         | 666                          |                              | −16,1%                       |
| Fonte: IBGE e Fundação SEADE |                              |                              |                              |

Até o Censo 2010 (IBGE) Santa Luzia era classificado pelo IBGE como área urbana isolada do distrito sede.

### Rodovias
O principal acesso ao bairro é a Rodovia Assis Chateaubriand (SP-425).

## Serviços públicos

### Saneamento
O serviço de abastecimento de água é feito pelo Setor de Água e Esgoto (SAE).

### Energia
A responsável pelo abastecimento de energia elétrica é a CPFL Paulista, distribuidora do grupo CPFL Energia.

### Telecomunicações
O bairro era atendido pela Telecomunicações de São Paulo (TELESP), que inaugurou a central telefônica utilizada até os dias atuais. Em 1998 esta empresa foi vendida para a Telefônica, que em 2012 adotou a marca Vivo para suas operações.

## Religião

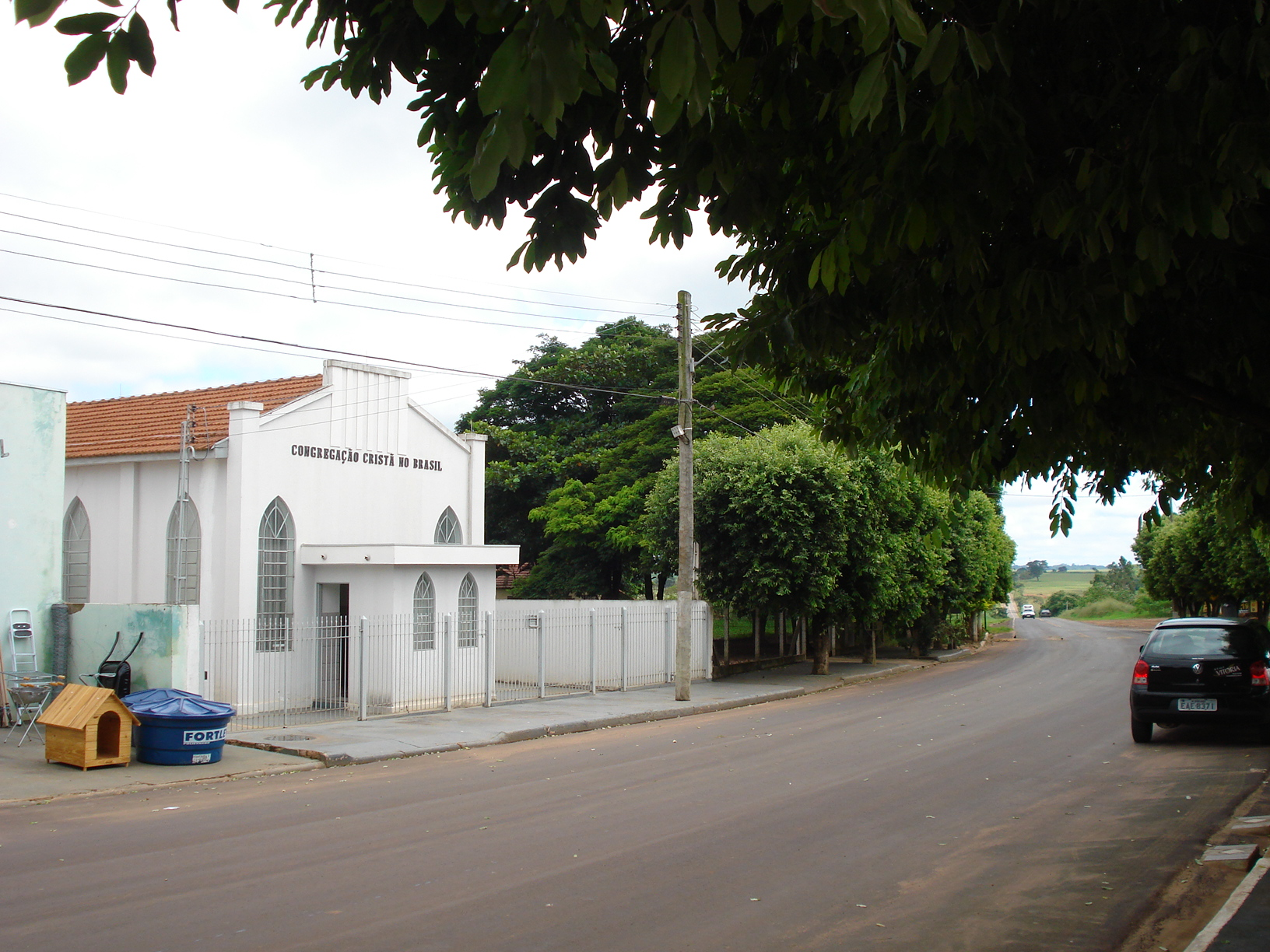
Congregação Cristã no Brasil.

O Cristianismo se faz presente no bairro da seguinte forma:

### Igreja Católica
- A igreja faz parte da Diocese de São José do Rio Preto[12].

### Igrejas Evangélicas
- Congregação Cristã no Brasil[13].